# (474640) Аликанто
(474640) Аликанто — обособленный транснептуновый объект (поскольку расстояние до Солнца в перигелии превышает 40 а. е.). Был открыт 6 ноября 2004 года при наблюдениях в обсерватории Серро-Тололо. Не приближается к Солнцу на расстояние менее 47 а. е. (близ внешнего края главной части пояса Койпера), в среднем находится дальше 300 а. е. от Солнца. Высокий эксцентриситет орбиты позволяет предположить, что объект испытал гравитационное рассеяние, после чего оказался на текущей орбите. Поскольку, как и другие обособленные объекты, (474640) Аликанто находится за пределами гравитационного влияния Нептуна, то причина положения на текущей орбите остаётся невыясненной.

## Открытие, орбита и физические свойства

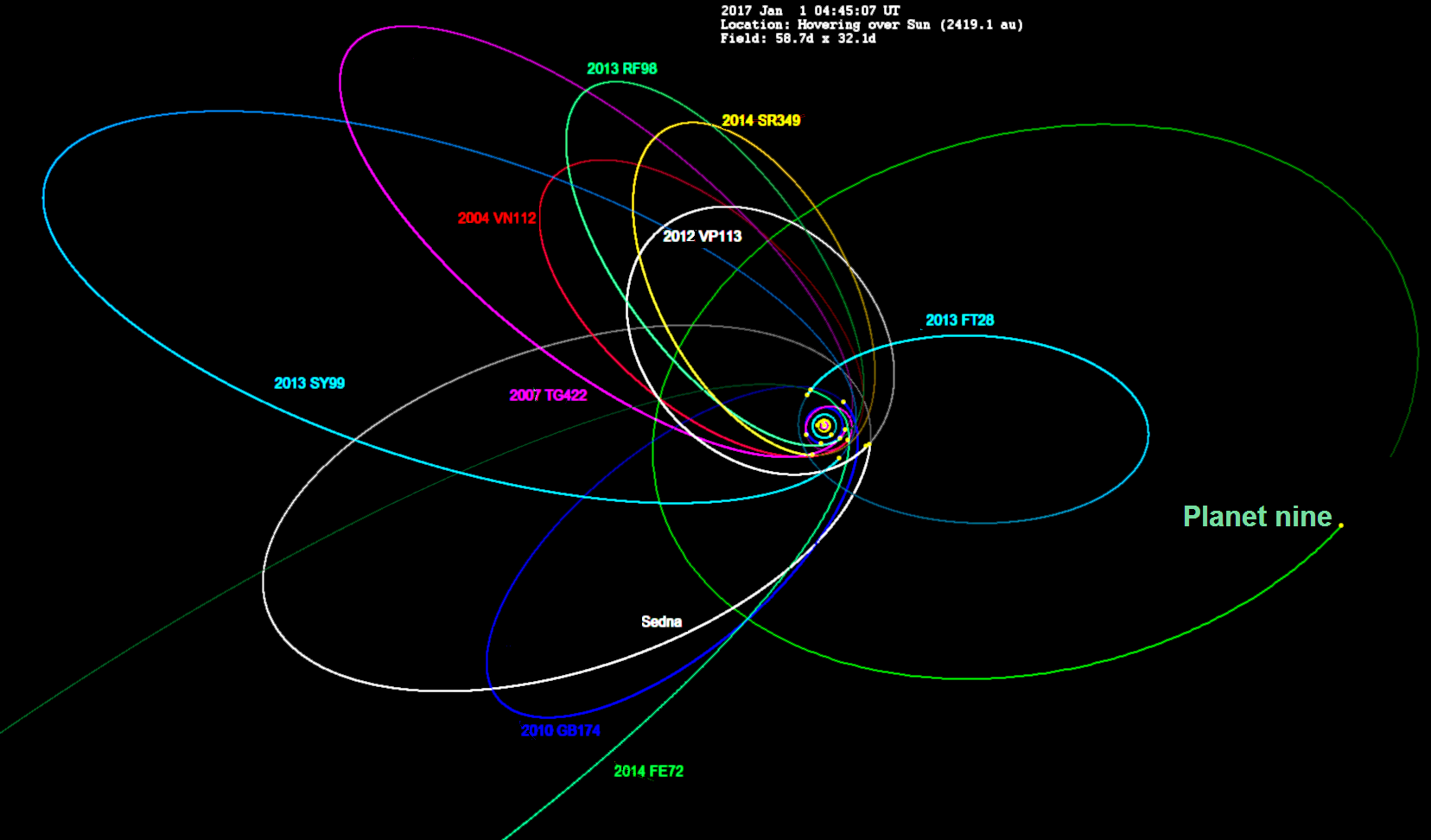
Орбита 2004 VN112 показана красным цветом; орбита гипотетической девятой планеты также представлена

(474640) Аликанто был открыт в рамках обзора сверхновых ESSENCE 6 ноября 2004 года при наблюдениях на 4-метровом телескопе Бланко в обсерватории Серро-Тололо. При открытии объект получил обозначение 2004 VN112, затем ему был присвоен номер (474640) 2004 VN112, затем он был назван в честь Аликанто, ночной птицы в чилийской мифологии.
Орбита (474640) Аликанто характеризуется высоким эксцентриситетом (0,850), средним значением наклона (25,58 °) и большой полуосью около 316 а. е. После открытия объект был отнесён к классу транснептуновых объектов. Орбита известна довольно хорошо. По состоянию на 11 января 2017 года орбита была рассчитана по 34 наблюдениям при длине дуги наблюдений в 5821 день. (474640) Аликанто имеет абсолютную звёздную величину 6,5, что соответствует характерному диаметру от 130 до 300 км в предположении альбедо в пределах 0,25-0,05.
Объект впоследствии был обнаружен на изображениях неба, начиная с 26 сентября 2000 года.
Сайт Майкла Брауна указывает данный объект как малую планету с диаметром около 314 км при предположении альбедо 0,04. Альбедо предполагается низким (4 %), поскольку объект обладает нейтральным цветом. Если же альбедо имеет большую величину, то объект может иметь диаметр наполовину меньше.
(474640) Аликанто наблюдался телескопом Хаббл в ноябре 2008 года. Компаньоны объекта обнаружены не были. Объект достиг перигелия в 2009 году, при этом расстояние до Солнца составило примерно 47,7 а. е. До 2019 года объект будет наблюдаться в созвездии Кита.
Орбита (474640) Аликанто похожа на орбиту 2013 RF98, что позволяет предположить, что оба объекта были переведены на текущие траектории после взаимодействия с одним и тем же телом, или же они ранее представляли собой единый (или двойной) объект.
Видимый спектр (474640) Аликанто отличается от спектра Седны. Значение наклона спектра позволяет предположить, что поверхность объекта может содержать лёд из чистого метана, а также аморфные силикаты. Наклон спектра аналогичен наклону спектра 2013 RF98.

## Связь с гипотезой существования девятой планеты
Данная малая планета является одним из объектов Солнечной системы с большой полуосью более 150 а. е., перигелием за орбитой Нептуна и аргументом перигелия 340 ± 55°. Из этих объектов только восемь, включая (474640) Аликанто, обладают перигелиями вне области влияния Нептуна.

## Сравнение орбит

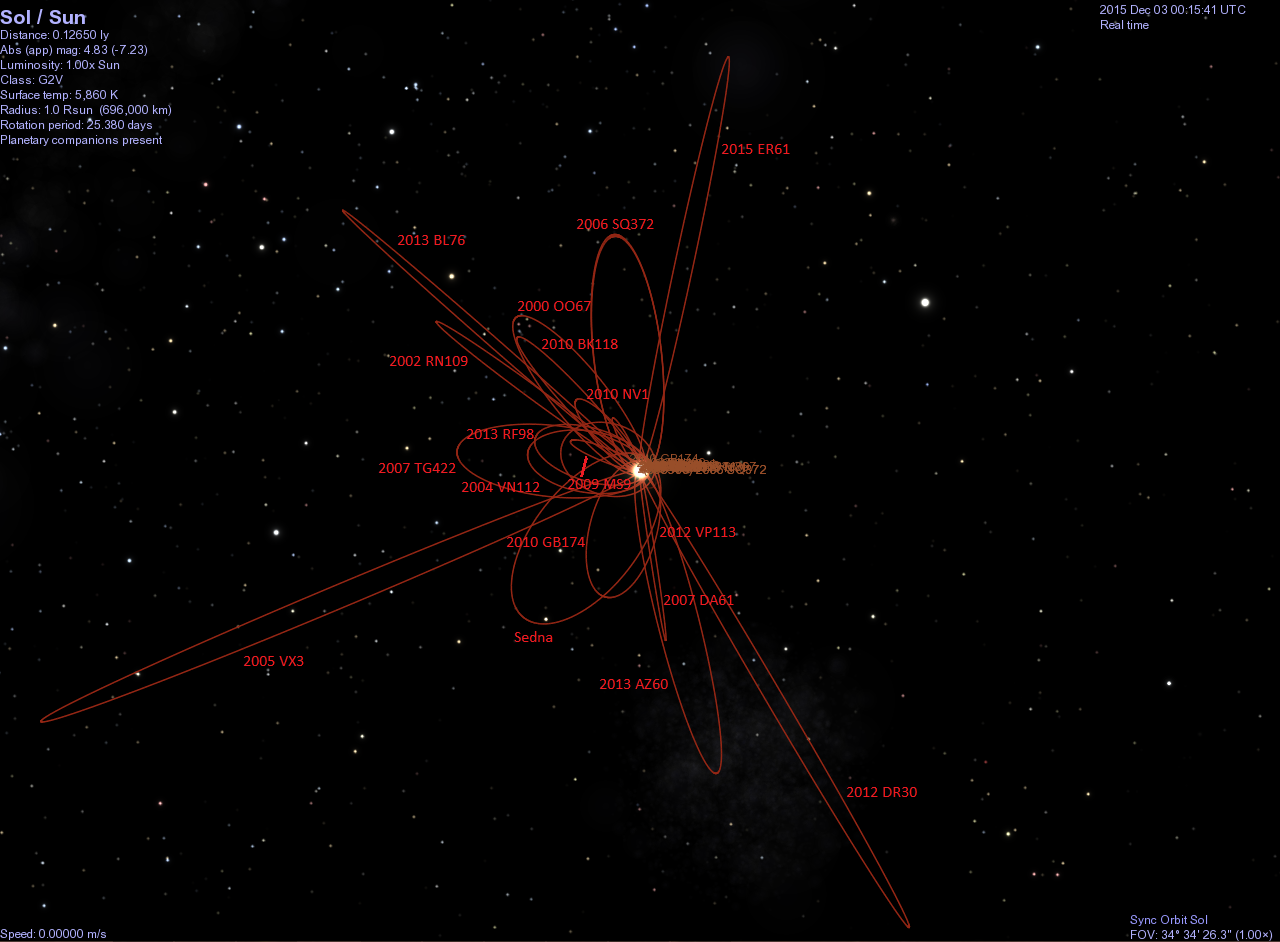
Сравнение орбиты Седны и других далёких объектов, включая (474640) Аликанто,,,,,,,,,,,,,,,,